# Cirsium rassulovae
Cirsium rassulovae là một loài thực vật có hoa trong họ Cúc. Loài này được B.A.Scharip. mô tả khoa học đầu tiên năm 1989.